# Kathleen Krekels
Kathleen Krekels (Deurne, 5 juni 1968) is een Belgische politica voor de Nieuw-Vlaamse Alliantie (N-VA).

## Levensloop
Krekels werd in 1990 gegradueerde in de logopedie aan de Katholieke Hogeschool voor Vrouwen en werkte van 1990 tot 2014 zelfstandig logopediste. Ook was ze van 2008 tot 2014 als zorgleerkracht/zorgcoördinator actief in de basisschool Heilig Hart van Maria in 's-Gravenwezel. Gedurende haar studententijd was Krekels actief bij het KVHV.
Ze kwam voor het eerst op bij de gemeenteraadsverkiezingen van 2012 in haar gemeente Schilde. Ze is aldaar sinds 2013 gemeenteraadslid. In Schilde sloten CD&V en N-VA een bestuursakkoord. Kathleen Krekels werd in het college van burgemeester en schepenen schepen bevoegd voor onderwijs, cultuur en bibliotheek, toerisme, communicatie en evenementen. Na de gemeenteraadsverkiezingen van oktober 2018 kon ze deze bevoegdheden behouden. In december 2024 begon Krekels aan haar derde termijn als schepen en werd ze bevoegd voor onderwijs, toerisme en erfgoed. Sinds december 2024 zetelt zij eveneens in de provincieraad van Antwerpen.
Bij de verkiezingen van mei 2014 behaalde haar partij binnen het kanton Zandhoven en meer specifiek binnen de gemeente Schilde scores van 51,3% voor het Vlaams Parlement en 53,9% voor de Kamer van Volksvertegenwoordigers. Bij deze verkiezingen werd Krekels verkozen tot Vlaams Parlementslid. In dit parlement ging ze zich toeleggen op onderwijs. Bij de Vlaamse verkiezingen van 26 mei 2019 werd ze herkozen. In juni 2024 verloor ze haar zetel.
Sinds oktober 2024 is Krekels raadgever onderwijs op het kabinet van Vlaams minister van Onderwijs Zuhal Demir.

## Privé
Krekels is gehuwd en moeder van drie kinderen. Ze woont in 's-Gravenwezel. In december 2018 werd borstkanker bij haar vastgesteld.